# Villa rustica

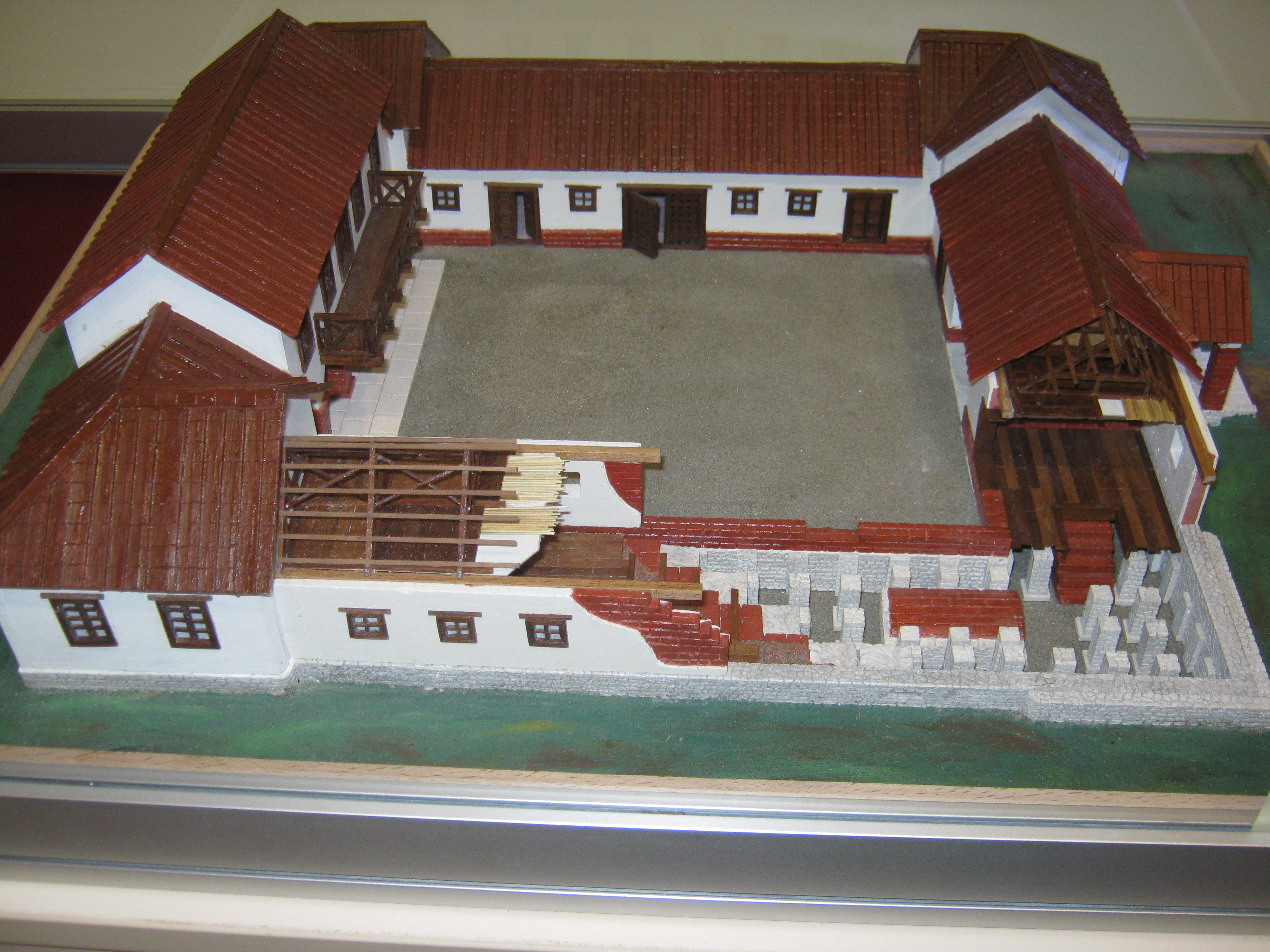
Модель римської Villa rustica

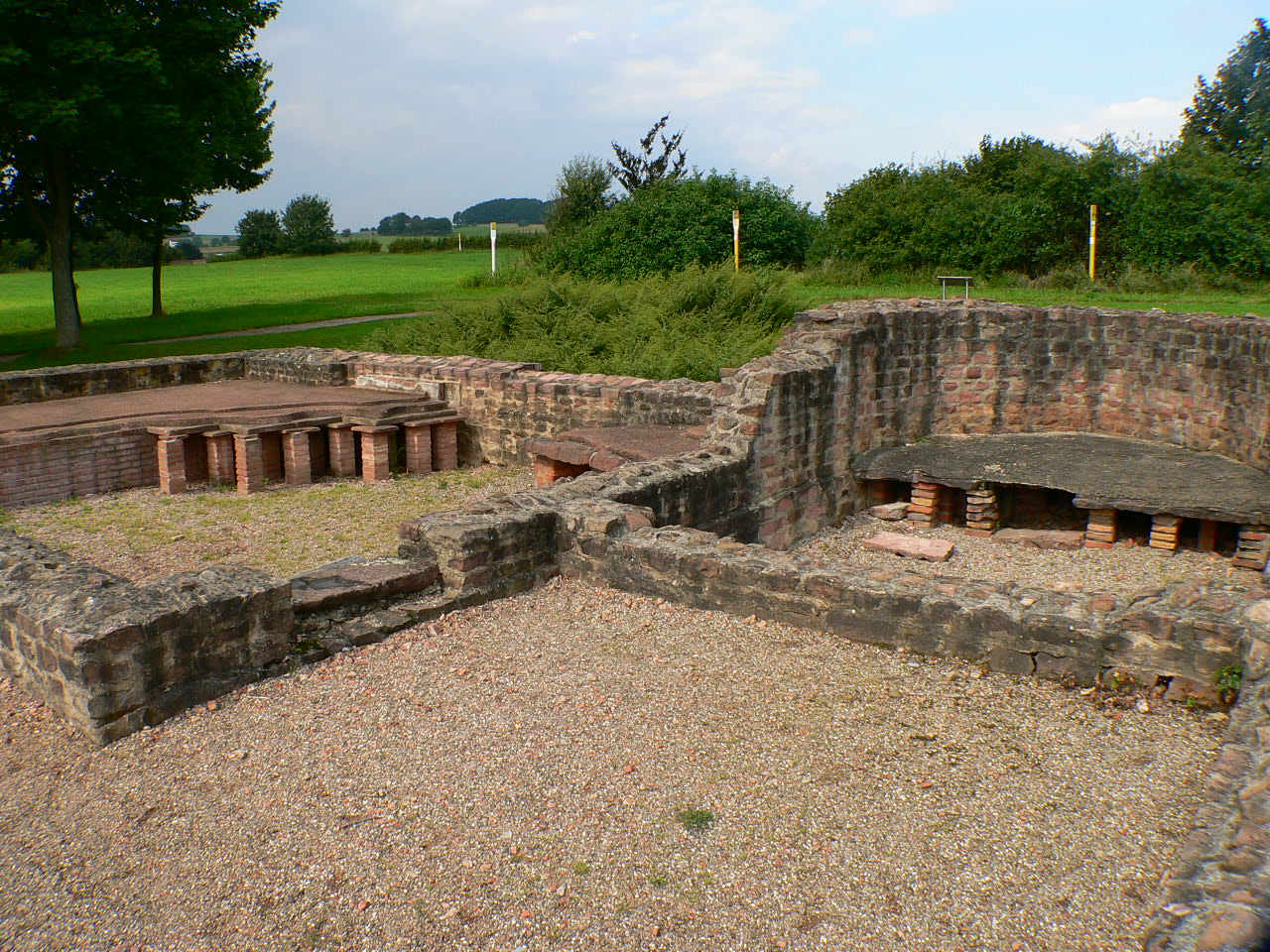
Villa rustica Haselburg в Оденвальді, Німеччина

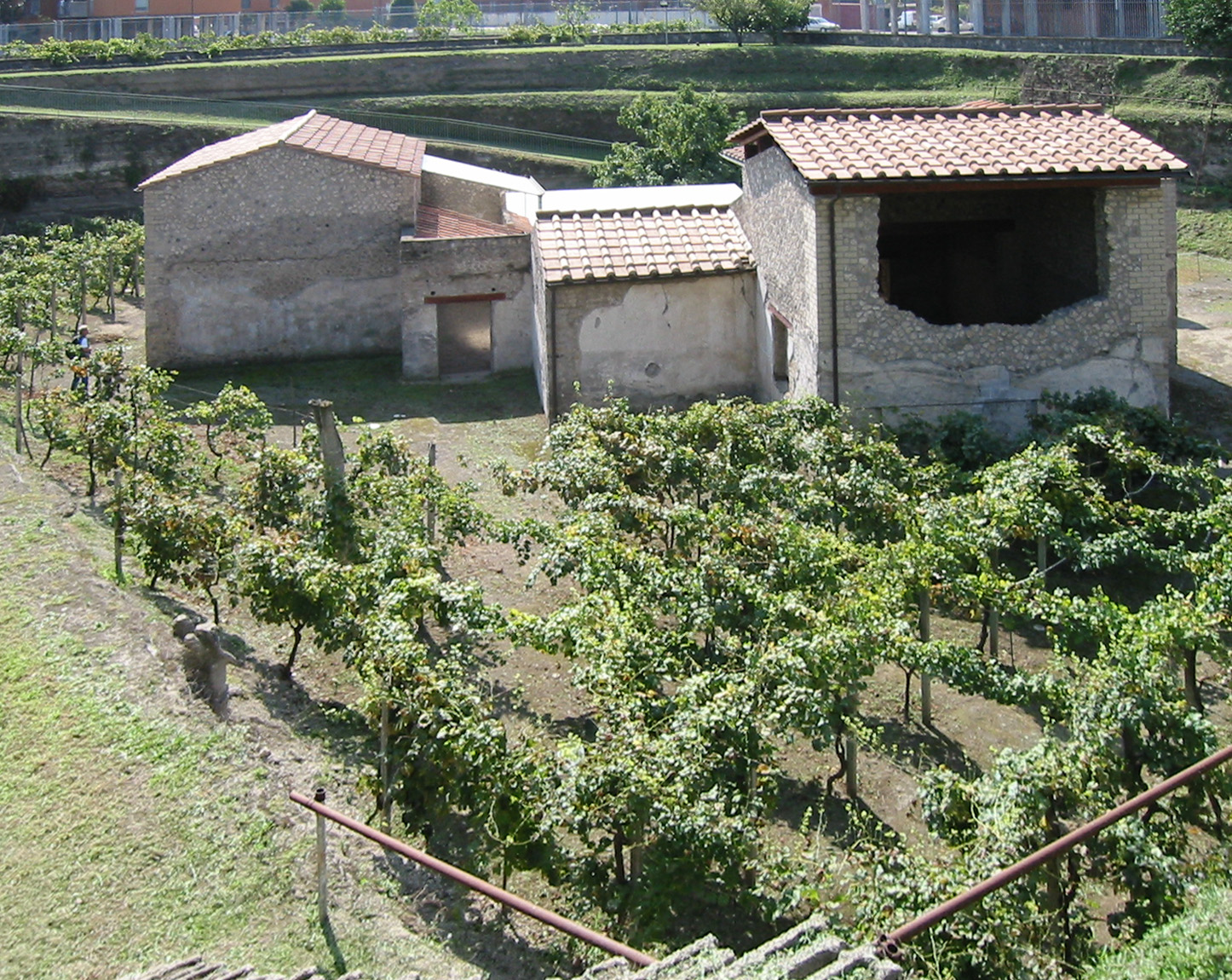
вілла в Боскореале.

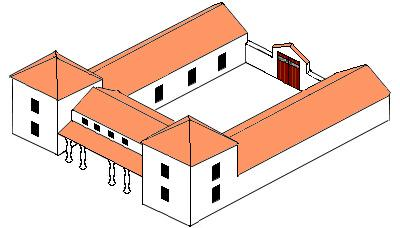
Ізометрична проекція вілли з портиком та кутовими ризалітами.

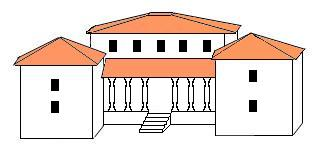
Фронтальний вілли з портиком і кутовими ризалітами.

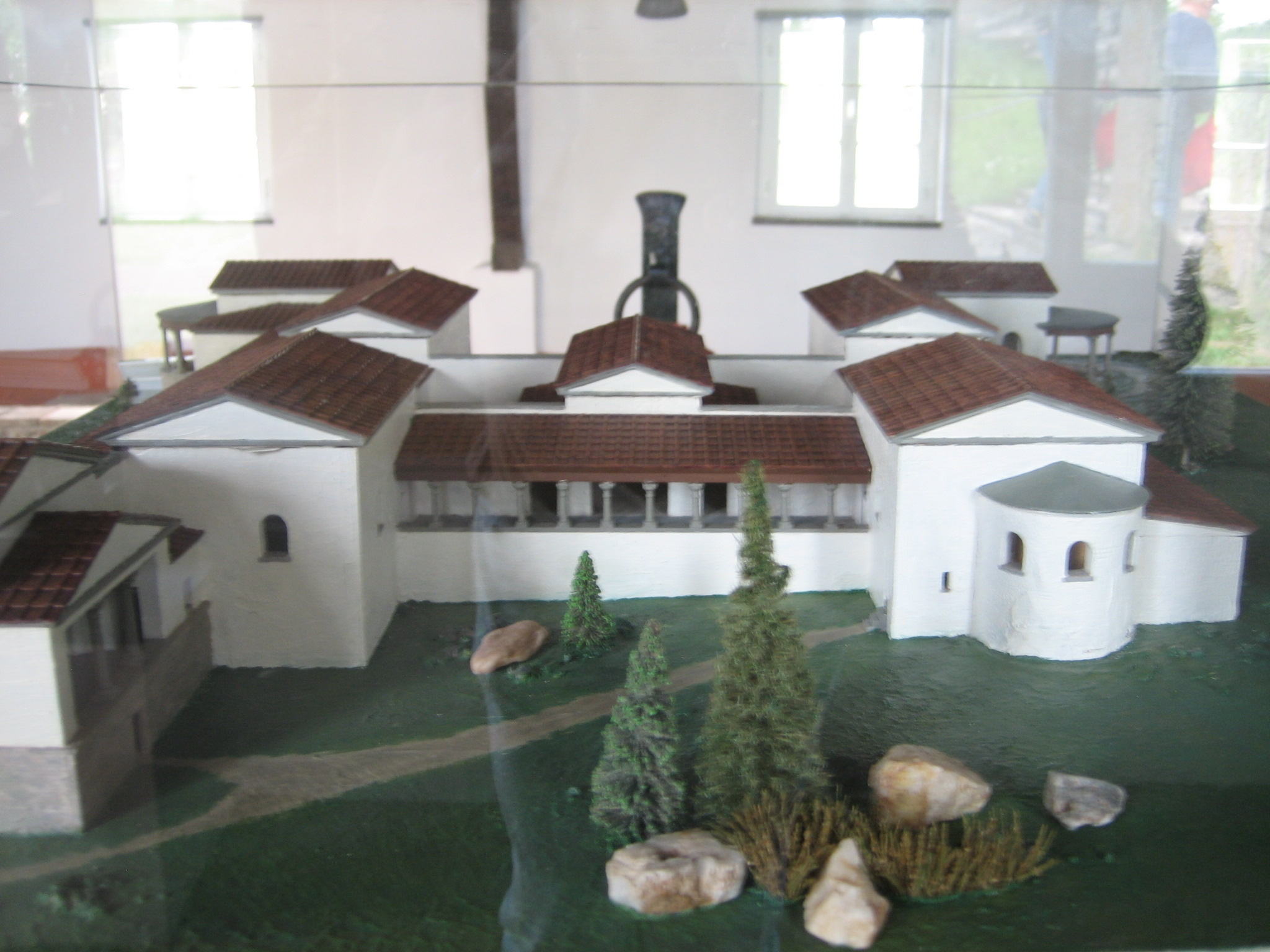
Модель Вілли Отранг.

Villa rustica (сільська вілла) — термін, що використовувався в Римській імперії для позначення вілли на відкритій сільській місцевості, що часто служила центром латифундії. 
Villa rustica була одночасно і резиденцією господаря і адміністративним центром. 
Термін використовувався на відміну цього типу вілл від міських. 
Зовнішній вигляд об'єкта варіювався залежно від архітектора та побажань замовника, але, як правило, він складався з трьох частин: резиденції господаря (urbana), аграрний центр та сільська місцевість (rusticana). 
На території villa rustica могли знаходитися житла працівників, комори та зерносховища. 
Прикладом villa rustica може бути вілла в Боскореале, Італія.

## Архітектура
В Італії головний будинок Villa rustica в основному складався з просторого внутрішнього двору, навколо якого були згруповані підсобні приміщення (pars rustica), а двоповерхове житлове крило (pars urbana) зазвичай розташовувалося на північному боці двору. 
У галльських та германських провінціях, де більшість відомих сьогодні Villa rustica, тип будівництва був зовсім іншим. 
Головний будинок часто проектувався як вілла з портиками: фасад був розділений на кутові ризаліти та портик між ними (колонна зала, відкрита на фронт). 
Будинок та робочі кімнати домовласника та його родини безпосередньо з портиком. 
Часто можна спостерігати центральну кімнату більшого розміру, вздовж якої було кілька кімнат. 
Питання, чи це є критим залом чи відкритим двором, здебільшого залишається без відповіді. 
Типи портиків або ризалітів є домінуючим типом конструкцій, які часто зустрічаються в системах середнього розміру, аж до великих палацових головних будівель, таких як Вілла Отранг поблизу Фліссема.
Більші вілли зазвичай мали ванни або лазні, що обігріваються, часто частину кімнат доводилося опалювати підлогами з підігрівом (гіпокаусти). 
Як правило, вони мали підвал (селл) або як складське приміщення або святиня для Лари (та інших захисних богів). Іноді невеликий храм знаходять на місці.
Проте розкішні умови життя були доступні лише для невеликого вищого класу. 
У деяких невеликих дворах, особливо в районі правого берега Рейну, такого не було — головна будівля тут була просто кам'яною будівлею. 
У багатьох регіонах такі садиби навіть становлять більшість сільських поселень.